# Aeroporto Internazionale di Kochi
L'Aeroporto Internazionale di Cochin  è un aeroporto situato vicino a Cochin, in India.
L'aeroporto è hub per la compagnia aerea indiana Air-India Express.